# Tafasitamab
Le tafasitamab est  un médicament utilisé dans le traitement du lymphome diffus à grandes cellules B. Il est vendu sous la marque Monjuvi.

## Mode d'action
Il s'agit d'un anticorps monoclonal qui se fixe sur le CD19 et stimule le système immunitaire pour qu'il tue la cellule qui l'exprime.

## Usage médical
Le tafasitamab est un médicament utilisé en association avec le lénalidomide pour le traitement des adultes atteints d'un lymphome diffus à grandes cellules B récidivant ou réfractaire.Il est administré par injection intraveineuse.

## Effets secondaires
Le médicament peut provoquer des effets secondaires graves, notamment des réactions liées à la perfusion, une aplasie médullaire, des infections et des effets nocifs sur le fœtus. Les effets secondaires les plus courants de ce médicament sont une faible numération globulaire, de la fatigue, de la diarrhée, de la toux, de la fièvre, un gonflement des membres, une infection des voies respiratoires supérieures ou une diminution de l'appétit.

## Histoire
Le médicament a été approuvé pour un usage médical aux États-Unis en 2020 et en Europe en 2021. Aux États-Unis, il coûte environ 6 400 dollars américains par dose pour une personne de 70 kg à partir de 2021. Il est fabriqué à l'aide de la technologie de l'ADN recombinant,,.